# Nyråd
Nyråd är en ort på Själland i Danmark.   Den ligger i Vordingborgs kommun och Region Själland, i den sydöstra delen av landet, 80 km sydväst om Köpenhamn. Antalet invånare är 2 514. Närmaste större samhälle är Vordingborg, 3 km väster om Nyråd. Trakten runt Nyråd består till största delen av jordbruksmark.